# Ziridava gemmata
Ziridava gemmata là một loài bướm đêm trong họ Geometridae.